# The Game (Motörhead)
(The Game, Motörhead)
The Game è un brano musicale dei Motörhead inciso nel dicembre 2001 in onore al wrestler Triple H, pubblicato per la prima volta nella compilation WWE WWF The Music, Vol. 5 e successivamente come bonus track nell'album Hammered dell'aprile 2002.

## Il brano
Il brano si caratterizza per un aggressivo stile heavy metal, al quale contribuiscono in minima parte anche elementi psichedelici. Esso è tra i brani più famosi e apprezzati della WWE.